# ФК „Караджата“ (Брадвари)
ФК Караджата (Брадвари) е български аматьорски футболен клуб от село Брадвари, област Силистра. През сезон 2021/22 се състезават в ОФГ Силистра - източна подгрупа. Титулярните екипи на отбора са оранжево-черни. Клубът играе своите мачове на стадион „Караджата“ арена, в селото.

## История
Клубът е основан през 2008 г. От сезон 2008/09 играе в западната погрупа, а през сезон 2013/14 е преместен в източната подгрупа. В края на юли 2014, ФК Доростол 2013, който е изпитва финансови затруднения, взима лиценза на клуба, но Караджата (Брадвари) продължава с нов лиценз. През сезон 2019/20, клубът отново се завръща в ОФГ Силистра.

## Сезони
| Сезон   | Име                    | Група                | Място |
| ------- | ---------------------- | -------------------- | ----- |
| 2008/09 | Брадвари 08 (Брадвари) | ОФГ Силистра – запад | 10/10 |
| 2009/10 | Брадвари 08 (Брадвари) | ОФГ Силистра – запад | 12/12 |
| 2010/11 | Брадвари 08 (Брадвари) | ОФГ Силистра – запад | 10/10 |
| 2011/12 | Брадвари 08 (Брадвари) | ОФГ Силистра – запад | 10/11 |
| 2012/13 | Брадвари 08 (Брадвари) | ОФГ Силистра – запад | 5/12  |
| 2013/14 | Брадвари 08 (Брадвари) | ОФГ Силистра – изток | 3/12  |
| 2019/20 | Караджата (Брадвари)   | ОФГ Силистра – изток | 8/11* |
| 2020/21 | Караджата (Брадвари)   | ОФГ Силистра – изток | 8/10  |
| 2021/22 | Караджата (Брадвари)   | ОФГ Силистра – изток | 3/9   |

(*) Сезонът не завършва.

## Ръководство
Президент: Бахтен Вели 

Изпълнителен директор: Нуран Халим 

Старши треньор: Метин Максуд 

Помощник треньор: Веселин Асенов 

### Управителен съвет
Бахтен Вели,
Нуран Халим,
Хасан Алегбер,
Мартин Севдалинов,
Салим Рамадан

Доктор: Али Сюлейман